# 코모드

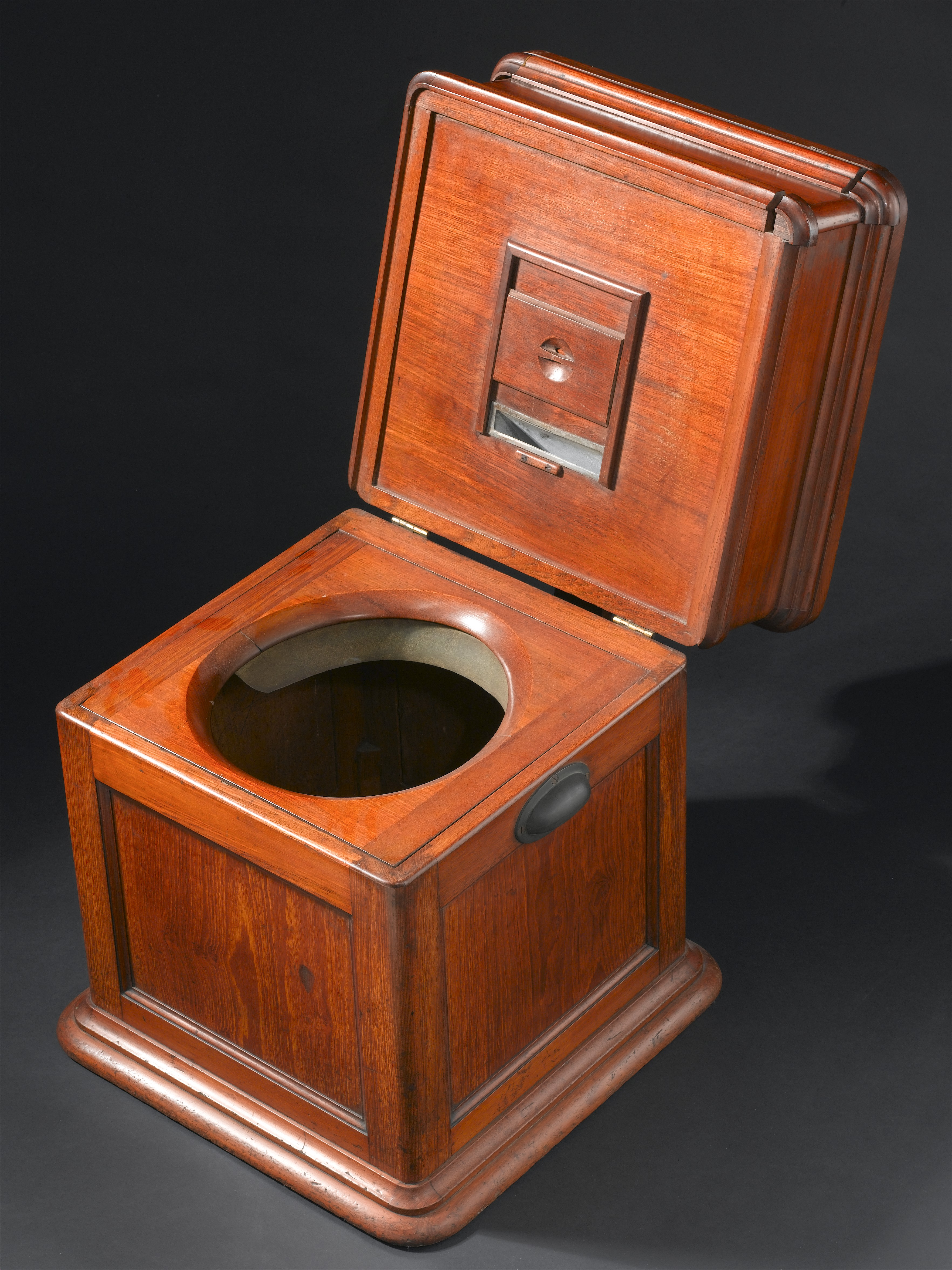

코모드(commode)는 많은 가구 중 하나이다. 옥스퍼드 영어 사전에는 "commode"라는 여러 의미가 있다. 첫 번째 관련 정의는 다음과 같다: "서랍과 선반이 있는 가구. 즉 침실에는 일종의 정교한 서랍장(프랑스어); 응접실에는 커다란(그리고 일반적으로 구식인) 종류의 시포니에가 있다." 응접실은 그 자체로 공식적인 응접실을 가리키는 용어이고, 시포니(chiffonier)에는 그런 의미에서 19세기 초반의 작은 찬장을 의미한다.
증명된 또 다른 의미는 세면대, 주전자, 수건 걸이가 장착된 가구 조각이며 종종 닫힌 문 뒤에 요강을 보관할 공간이 있는 경우도 있다. 침실에 있는 세면대는 실내 욕실과 흐르는 물보다 먼저 만들어졌다.
영국 영어에서 "코모드"는 병원 및 요양원에서 사용되는 변기 의자를 가리키는 표준 용어로, 종종 바퀴가 달려 있고 요강을 둘러싸는 변기 의자이다. 미국에서 "코모드"는 현재 수세식 변소의 구어체 동의어이다.
commode라는 단어는 "편리한" 또는 "적합한"이라는 뜻의 프랑스어 단어에서 유래되었으며, 이는 비슷한 의미를 지닌 라틴어 형용사 commodus에서 유래되었다.

## 같이 보기
- 나이트스탠드